# Ao Vivo em Goiânia (álbum de Jorge & Mateus)
Ao Vivo em Goiânia é o álbum de estreia da dupla sertaneja brasileira Jorge & Mateus, lançado em 2007 pela Universal Music. Recebeu certificação de disco de platina da PMB.

## Lista de Faixas
| CD/DVD         |                                                                                     | |         |  |
| N.º            | Título                                                                              | Compositor(es) | Duração |  |
| 1.             | "Tem Nada a Ver / Te Cuida Coração"                                                 | Elias Muniz, Carlos Colla / Ana Paula, Pinocchio                                                                                            | 5:48    |  |
| 2.             | "Fogueira"                                                                          | Jorge | 3:05    |  |
| 3.             | "Amor Não É Jogo de Azar"                                                           | Bruno Felipe E. Muniz | 3:49    |  |
| 4.             | "Paixão Goiana[a]"                                                                  | João de Paula Romeu Wandscheer | 2:38    |  |
| 5.             | "Castigo"                                                                           | Jorge | 3:23    |  |
| 6.             | "Morena Proibida"                                                                   | Ivan Medeiros Nildomar Dantas | 3:20    |  |
| 7.             | "Querendo Te Amar"                                                                  | Jorge | 2:59    |  |
| 8.             | "De Tanto Te Querer"                                                                | Jorge | 3:07    |  |
| 9.             | "Pode Chorar"                                                                       | Dorgival Dantas | 3:24    |  |
| 10.            | "Tá Faltando Amor"                                                                  | Pinocchio Daniel | 3:06    |  |
| 11.            | "Chora Viola / Caminheiro / Ladrão de Mulher / O Campeão / A Vaca Já Foi Pro Brejo" | Tião Carreiro, Lourival dos Santos / Jack / Vieira & Vieirinha / Fátima Leão, Netto, Alexandre / T. Carreiro, L. Santos, Vicente P. Machado | 5:58    |  |
| 12.            | "Me Leva"                                                                           | Marcelo Dinelza | 3:37    |  |
| 13.            | "Traz Ela de Volta Pra Mim"                                                         | Mateus | 2:56    |  |
| 14.            | "Espinhos na Cama / Avião das Nove"                                                 | Praense, Compadre Lima / Praense, Ado Souza                                                                                                 | 2:26    |  |
| 15.            | "Te Amo Tanto Que Nem Sei"                                                          | Priscila Barucci | 2:57    |  |
| 16.            | "Meu Desespero"                                                                     | Darci Rossi Marciano Rhael | 2:35    |  |
| 17.            | "Goiânia Me Espera"                                                                 | Jorge | 2:47    |  |
| 18.            | "Do Brasil à Argentina (Tô Indo Te Buscar)"                                         | Airo Barcelos | 3:20    |  |
| 19.            | "Cavaco do Pau"                                                                     | Pinocchio | 3:07    |  |
| Duração total: | Duração total:                                                                      | Duração total: | 64:22   |  |

#### Nota
- ↑[a] Faixa ausente nas plataformas digitais

## Certificações
| Brasil (PMB)                              | Platina | 2007 | 150.000* |
| *número de vendas baseado na certificação |         |      |          |